# David Taylor (snookerspelare)
David Taylor, född 29 juli 1943 i Bowdon, Cheshire, engelsk före detta professionell snookerspelare.
Taylor blev professionell 1968 efter att samma år ha vunnit såväl engelska amatörmästerskapen, som VM för amatörer. Han hade dock svårt att nå samma framgångar som professionell, han deltog i de flesta av VM-turneringarna på 1970-talet, men det dröjde till 1980 innan han nådde semifinal för första gången. Bättre än så blev det aldrig i VM för Taylor. Han nådde dock tre andra stora finaler, men förlorade allihop: UK Championship 1978 mot Doug Mountjoy, Yamaha Organs Trophy (senare British Open) 1981 mot Steve Davis och Jameson International (senare Scottish Open) 1982 mot Tony Knowles. Den sistnämnda var hans enda final i en rankingturnering, även om de två förstnämnda skulle komma att få rankingstatus senare.
David Taylor fick smeknamnet The Silver Fox ("Silverräven") på grund av att han fick grått hår redan i unga år. 1981 vann han lagtävlingen World Cup tillsammans med sina engelska lagkamrater Steve Davis och John Spencer. Han gjorde sitt sista framträdande i VM 1987 som 44-åring, och förlorade då i första omgången mot Doug Mountjoy.

## Titlar
- World Cup (med England) - 1981